# Neomussaenda
Neomussaenda là một chi thực vật có hoa trong họ Thiến thảo (Rubiaceae).

## Loài
Chi Neomussaenda gồm các loài: